# Espérance (1781)
Pour les articles homonymes, voir Espérance et L'Espérance (homonymie).
L'Espérance était une gabare de classe Rhône de la Marine royale française, plus tard reconvertie en frégate. L'Espérance est l'un des deux navires ayant pris part à l'expédition conduite par le contre-amiral d'Entrecasteaux, aux côtés de La Recherche. L'Espérance a donné son nom à la baie de l'Espérance et à la ville australienne d'Esperance en Australie-Occidentale.

## Carrière
Le navire est construit à Toulon et baptisé sous le nom de Durance. Il sert dans l'escadre du vice-amiral de Grasse en tant que navire transporteur de troupes.
Avec La Recherche, la frégate quitte le port de Brest le 29 septembre 1791, pour une mission d'exploration chargée par le roi Louis XVI de retrouver Jean-François de La Pérouse, en Nouvelle-Calédonie et dans le Pacifique sud. Le navire est commandé par le capitaine Huon de Kermadec, commandant en second de l'expédition. 
Le 28 octobre 1793, le navire est capturé par les Hollandais à Surabaya, pour n'être restitué à la France qu'en février 1794. En septembre, il est vendu à la Hollande, et deux mois plus tard démantelé.